# Norbert Sondermann
Norbert Sondermann (* 15. Januar 1948; † 7. Dezember 2009 bei Egelsbach) war ein deutscher Manager und Rechtsanwalt.
Sondermann war bis Ende 2000 Vorstandsvorsitzender des Frankfurter Großanlagenbauers Lurgi, eines Unternehmens der ehemaligen Metallgesellschaft AG. 2002 wurde er Vorsitzender des Aufsichtsrates der Gold-Zack Werke AG. Seit 2002 war er Mitglied im Aufsichtsrat des Alte Leipziger – Hallesche-Konzerns.
Er starb, zusammen mit zwei Freunden, beim Absturz ihrer Privatmaschine während der Landung im Nebel am Flugplatz Egelsbach.